# Torre del guardarropa

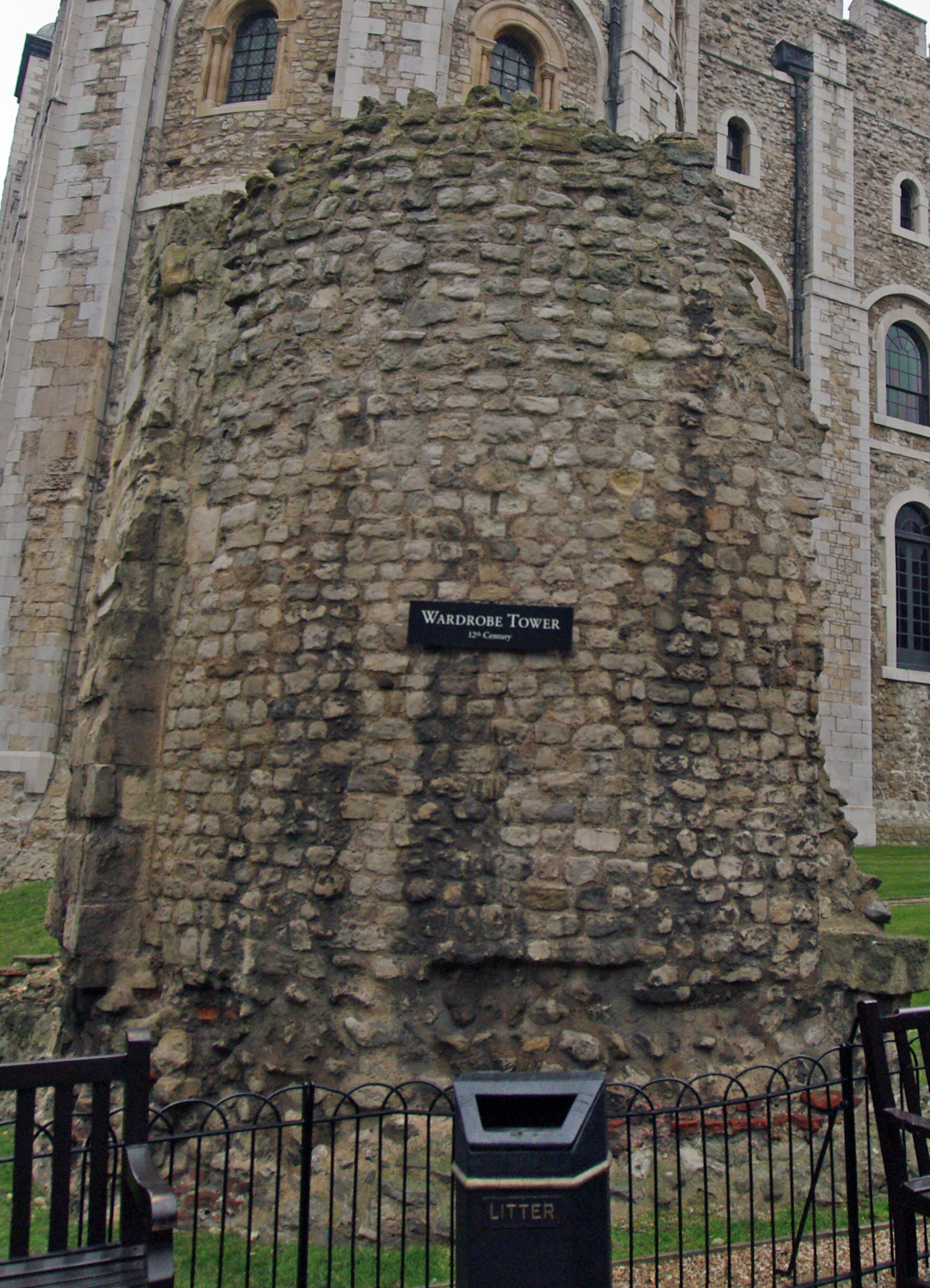
Restos de la Torre del guardarropa al lado de la Torre Blanca.

La Torre del guardarropa era una torre ubicada en la fortaleza de la Torre de Londres. La torre, que probablemente fue construida a finales del siglo XII (década de 1190), fue una de las estructuras que delimitaban el anillo de fortaleza más interno. En la actualidad sólo se conservan los restos de su esquina noreste, conformados de piedra natural y ladrillo. Lleva el nombre del guardarropa porque los objetos personales de la Corona británica, incluidas las joyas de la corona, se almacenaron temporalmente en la torre.
La torre se creó cuando la Torre de Londres comenzó a transformarse en una fortaleza más compleja. Si anteriormente había sido un gran torreón con un muro circundante, la construcción, erigida durante el reinado de Ricardo I Corazón de León, formaba parte de las fortificaciones que dividían la Torre de Londres en un anillo de fortaleza interior y otro exterior.
Originalmente, una pared conectaba la Torre Blanca en el centro de la fortaleza con la Torre del guardarropa, que fue derribada en 1879. Se encontraba ubicada donde aún se encontraba la antigua muralla romana de Londinium en el siglo XII. Su forma semicircular se debe a que la torre fue construida sobre uno de los típicos baluartes romanos de la muralla de la ciudad. A finales del siglo XVII se añadió una torreta con un reloj, pero fue derribada de nuevo en 1715 debido a la incertidumbre estática.
A lo largo de los siglos, la torre del guardarropa pasó a incorporarse completamente a otros edificios. No fue hasta finales del siglo XIX que el arquitecto John Taylor continuó el proyecto de Anthony Salvin para darle a la torre un aspecto más medieval, cuando nuevamente reaparecieron los restos de  la Torre del guardarropa. En las ampliaciones del extremo sureste de la Torre Blanca, para sorpresa del constructor, volvieron a aparecer restos de esta construcción, que resultaron dañados durante los trabajos de demolición. Fue solo en protesta pública que Taylor pudo ser disuadido de derribar también estos restos para preservar los vestigios más antiguos de la torre originaria medieval.
La torre sirvió como oficina y almacén para la cercana Torre Blanca. En tiempos de Enrique III de Inglaterra albergaba la administración financiera del alguacil de la torre. Walter Raleigh pasó el comienzo de su detención en la Torre de Londres en esta fortificación antes de ser trasladado a la Torre Sangrienta.